# Polygone nucléaire de Semipalatinsk
Le polygone nucléaire de Semipalatinsk (en russe : Семипала́тинский я́дерный полиго́н) est le premier et l'un des principaux sites d'essais nucléaires soviétiques. Il est situé au Kazakhstan, à 130 km à l'ouest de Semeï, anciennement Semipalatinsk, au sud du fleuve Irtych.
Sa superficie est de 18 000 km2 et abrite la ville militaire de Kourtchatov, située à l'extrémité nord-est de ce dernier, à une soixantaine de kilomètres du lieu du premier essai nucléaire soviétique.

## Réacteurs nucléaires
Sur le polygone de Semipalatinsk se trouvent 3 des 4 réacteurs nucléaires kazakhs. Le complexe IGR héberge un réacteur nucléaire modéré au graphite de 50 mégawatts. Le complexe Baykal-1 héberge deux réacteurs nucléaires : un réacteur modéré à l'eau de 60 mégawatts, et un petit réacteur de recherche hybride uranium-zirconium. Les laboratoires de ces complexes disposent aussi de deux cyclotrons et 2 accélérateurs de particules.

## Histoire

### 1949-1963: essais nucléaires
Le premier essai nucléaire militaire soviétique y fut réalisé le 29 août 1949 sur instruction de Beria avec la RDS-1, une bombe d'une puissance de 22 kilotonnes au plutonium 239, copie conforme de l'américaine Fat Man qui fut larguée sur Nagasaki (3 jours après Hiroshima) quatre ans auparavant. De 1949 à 1989, environ 456 explosions de bombes atomiques à uranium et à hydrogène ont été effectuées sur le site de Semipalatinsk. La somme totale des charges atomiques testées de 1943 à 1963 sur le polygone dépasse 2 500 fois celle de la bombe d'Hiroshima[réf. nécessaire].
Les radiations libérées à Semipalatinsk depuis 1949 seraient plusieurs centaines de fois supérieures à celles de la catastrophe de Tchernobyl. Elles auraient causé des problèmes de santé à plus de 1,5 million d'habitants de la région, soit un Kazakh sur 10.

#### Liste des essais nucléaire à Semipalatinsk
Essais aériens : 
- 29 août 1949 : RDS-1 (Joe-1)
- 24 septembre 1951 : RDS-2 (Joe-2)
- 18 octobre 1951 : RDS-3 (Joe-3)
- 12 août 1953 : RDS-6s (Joe-4)
- 23 août 1953 : RDS-4 (Joe-5)
- 3 septembre 1953 : RDS-5 (Joe-6)
- 8 septembre 1953 :  RDS-5 (Joe-7)
- 23 octobre 1954 : RDS-3I (Joe-12)
- 26 octobre 1954 :  RDS-5
- 22 novembre 1955 : RDS-37

Essais souterrains :
- 15 janvier 1965 : Chagan

### 1989: mouvement antinucléaire
Les informations sur le polygone ont été rendues publiques pour la première fois pendant la période de la glasnost. Avant cela, même le Premier secrétaire du Comité central du Parti communiste du Kazakhstan n’avait pas eu l’occasion de visiter le polygone ou d’intervenir sur la situation qui y régnait. Selon les souvenirs du premier Président du Kazakhstan, Noursoultan Nazarbaïev (à l’époque Président du Conseil des ministres de la République socialiste soviétique kazakh), quelques mois après l’accident nucléaire majeur de Tchernobyl, Moscou a donné l’ordre d’étendre le territoire du polygone de Semipalatinsk au détriment du territoire de la région de Taldy-Kourgane. Nazarbaïev refuse de signer le document et convoque Seïlbek Chaumakhanov, Président du Comité exécutif de la région de Taldy-Kourgane, à Alma-Ata, en le chargeant de répandre les rumeurs sur l’agrandissement du polygone et d’organiser un rassemblement de protestation par un public « réuni à l’improviste ». La participation du Premier secrétaire du Comité régional de Semipalatinsk du Parti communiste du Kazakhstan, Kechirime Boztaïev, a également joué un rôle important. En effet, le 20 février 1989, en coordination avec la direction de la république, il a envoyé un télégramme au Comité central du PCUS, adressé à Mikhaïl Gorbatchev, dans lequel il demandait « d’ordonner aux ministères et départements concernés de suspendre temporairement ou de réduire fortement la fréquence et la puissance des explosions et, à l’avenir, de déplacer les essais nucléaires dans un autre lieu plus acceptable ». Dans le même temps, le Comité de la Sécurité de la République a informé Moscou que le climat de protestation s’intensifiait et qu’une répétition des évènements de décembre 1986 à Alma-Ata était possible, mais à l’échelle de toute la république. En conséquence, il a été décidé d’abandonner l’expansion du polygone.
Le 30 mai 1989, Nazarbaïev a fait un discours lors d’une session plénière du Soviet suprême de l’URSS :

« Je voudrais mentionner tout particulièrement le polygone nucléaires de Semipalatinsk, qui fonctionne depuis 1949 et qui a déclenché les premières explosions dans l’atmosphère. La population environnante a quadruplé depuis lors. Mais les militaires sont prêts à nous convaincre des bienfaits des essais pour la santé de la population. Nous sommes conscients qu’il s’agit aujourd’hui d’une nécessité nationale. Mais il faut faire une véritable analyse en profondeur de l’impact des explosions atomiques sur l’environnement et en parler aux gens. »

Le groupe antinucléaire Nevada Semipalatinsk est formé en 1989, il s'agit alors de l'un des principaux mouvements antinucléaires de l'union soviétique. Il est dirigé par le poète kazakh Olzhas Suleimenov et il rassemble des milliers de personnes lors de campagnes de protestation visant à fermer le site de Semipalatinsk. Le mouvement est nommé "Nevada Semipalatinsk" afin de montrer la solidarité avec les populations aux États-Unis qui luttent pour fermer le site d'essais du Nevada

### Depuis 1991: démantèlement
Le polygone atomique de Semipalatinsk est fermé depuis 1991 sur décision de Nursultan Nazarbayev, président de la République du Kazakhstan. Une enquête de l'AIEA en 1998 a conclu qu'il ne restait pas ou peu de radioactivité attribuable aux essais atomiques.
Semipalatinsk est le site choisi par le Kazakhstan, le Kirghizistan, le Tadjikistan, le Turkménistan et l'Ouzbékistan pour la signature de la Zone exempte d'armes nucléaires en Asie centrale le 8 septembre 2006, pour célébrer le quinzième anniversaire de la fermeture du site.
En mai 2003, les autorités kazakhes affirment dans un article publié par Science que l'ancien site d'essais nucléaires serait devenu un champ de plutonium, où des terroristes pourraient extraire une « bombe sale », assertion rejetée par l'AIEA et le CEA.
Le 15 août 2013, le Centre de Recherche Belfer de Harvard publie le rapport «The Plutonium Report» sur les efforts conjoints des États-Unis et de la Russie pour sécuriser secrètement le site après la chute de l'U.R.S.S.. Dans ce rapport de 44 pages y est décrite la sécurisation nécessaire du site durant les années 90 contre les radiations, le vol du plutonium laissé par les Russes, ainsi que contre les pilleurs de métal potentiellement radioactif. Les solutions apportées sont notamment la fermeture sécurisée des différents tunnels d'accès, le coulage de bétons spéciaux afin de rendre inutilisable le plutonium, et tout un panel de caméras, barrières et drones de surveillance.
Siegfried S. Hecker (en), le directeur du laboratoire de Los Alamos de l'époque, explique dans une interview donnée dans le bulletin des scientifiques nucléaires sa visite sur le site en 1998 et la prise de conscience par les États-Unis et la Russie du risque nucléaire du site qui a amené à sa sécurisation secrète. Cette opération a été financée par les États-Unis, alors que la Russie a fourni des informations et du personnel scientifique, et que le Kazakhstan a fourni la main-d'œuvre pour faire le travail sur le terrain.

## Santé des populations
L'impact des radiations a été caché par les autorités soviétiques pendant de nombreuses années. Pourtant, les essais nucléaires à Semipaltinsk ont des retombées désastreuses sur le patrimoine génétique de la population du Kazakhstan. À noter que selon l'UNSCEAR, aucun effet héréditaire n'a été observé sur les survivants de bombardement atomique.
Dans les alentours du site, la plupart des habitants souffrent de maladies diverses, en majorité de cancers. Puisqu'il est coûteux d'apporter la preuve exigée par les services publics que les essais atomiques sont à l'origine des maladies, la plupart des victimes ne sont pas reconnues et vivent dans des conditions difficiles.
Les études sanitaires[réf. nécessaire] conduites sur le site depuis sa fermeture s'accordent sur le fait que les retombées des essais nucléaires ont actuellement un impact sur la santé d'environ 3 ou 400 000 habitants aux alentours. Des scientifiques ont établi un lien entre un taux anormalement élevé de différents types de cancers et les effets des radiations. En particulier, de nombreuses études ont analysé la corrélation entre l'exposition à la radioactivité et les cancers de la thyroïde. Dans cette région, de nombreuses personnes seraient atteintes de problèmes de santé et des enfants naissent malformés.
Avant chaque test, on recommandait aux gens d'ouvrir les fenêtres et les portes de leur maison, et d'attendre à l'extérieur de leur maison, afin de mieux étudier les effets de la radioactivité sur le corps humain.
Les spermatozoïdes et les ovules des hommes et femmes ayant reçu des radiations comportaient deux fois plus de modifications génétiques que ceux d'une personne non exposée aux radiations. Ces changements pouvant être héréditaires, un passeport génétique a été proposé pour empêcher les personnes avec un patrimoine génétique endommagé d'avoir des enfants.

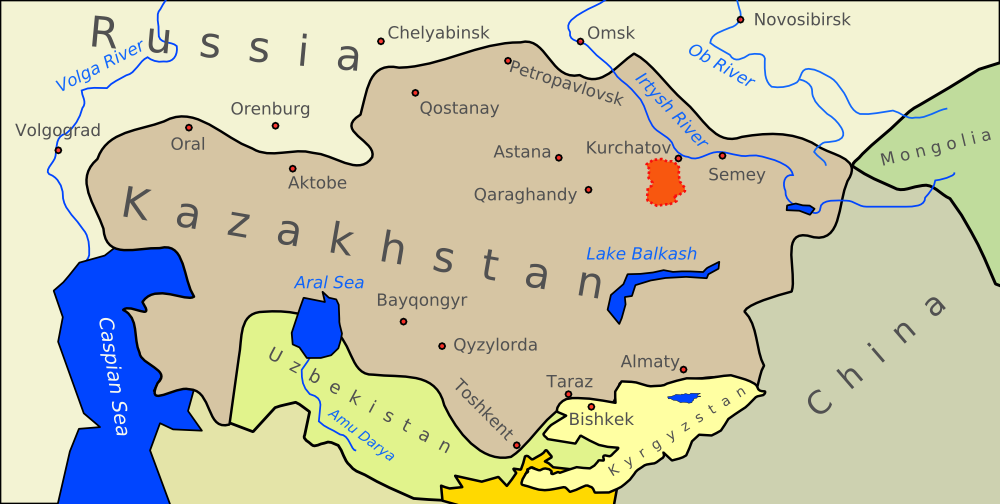
Superficie du polygone de Semipalatinsk (en rouge)
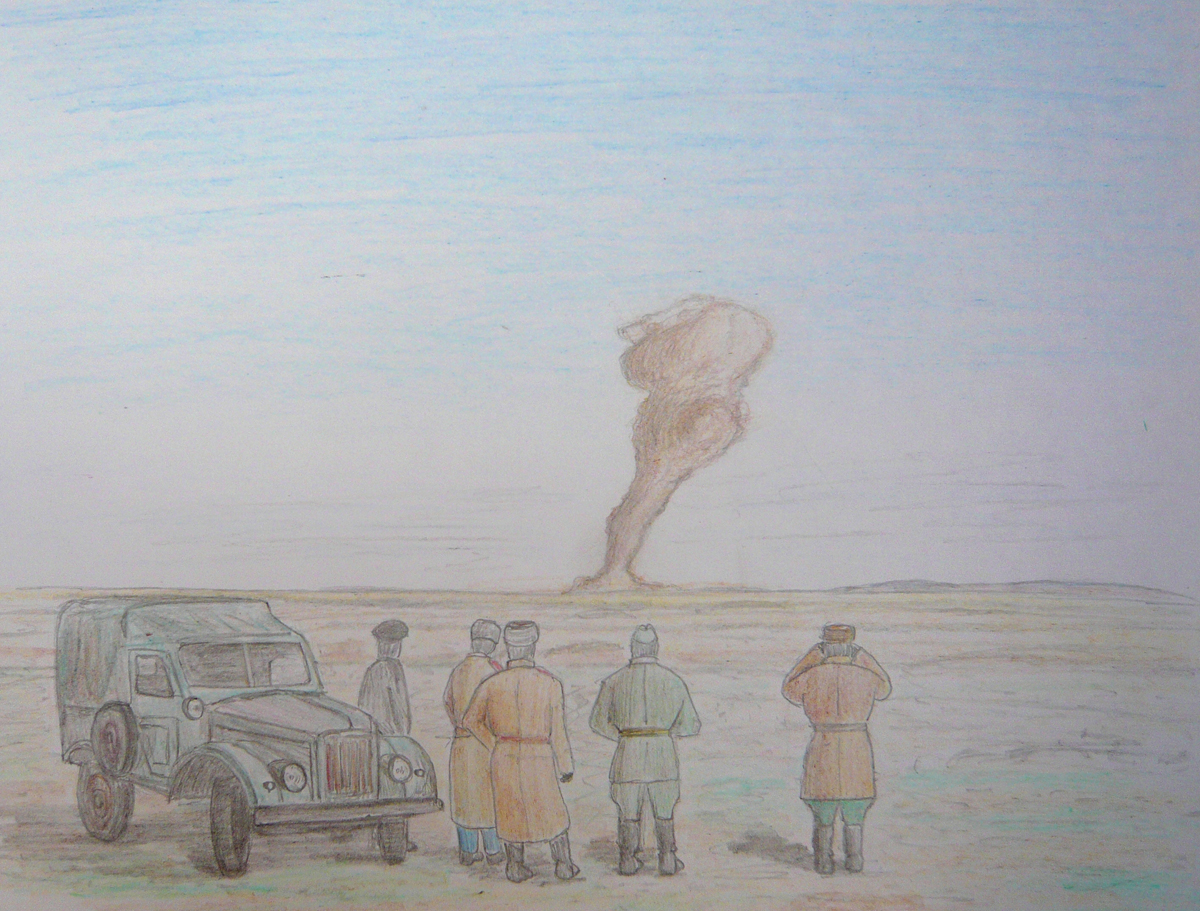
Dessin d'un essai nucléaire à Semipalatinsk
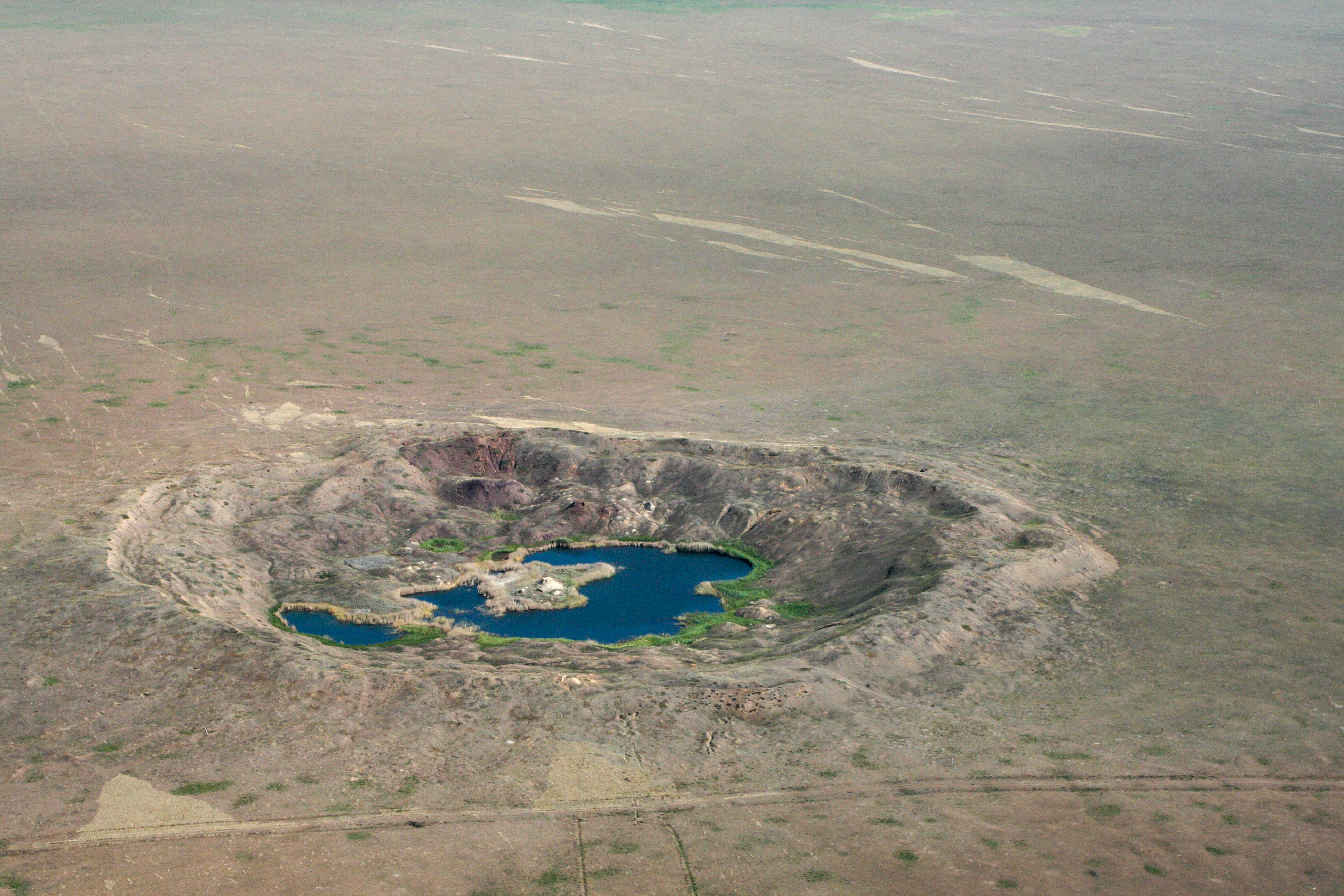
Cratère dû à une explosion atomique
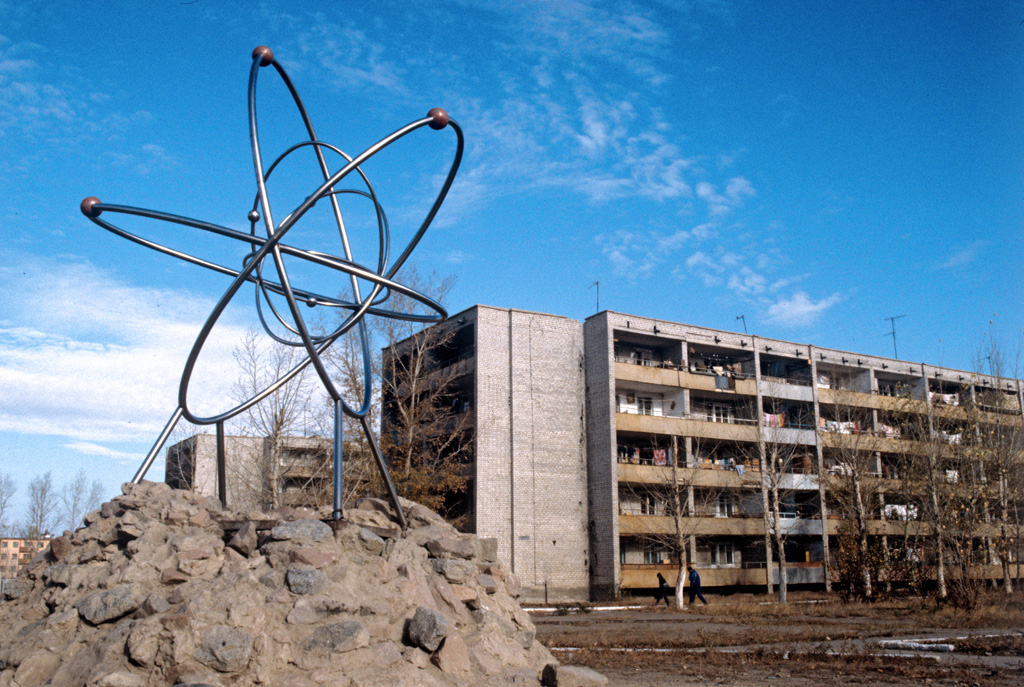
Ville de Kourtchatov

## Documentation
La photographe allemande Ursula Schulz-Dornburg se rend dans le polygone nucléaire afin de garder une trace et documenter ce site.